# Anundsjö

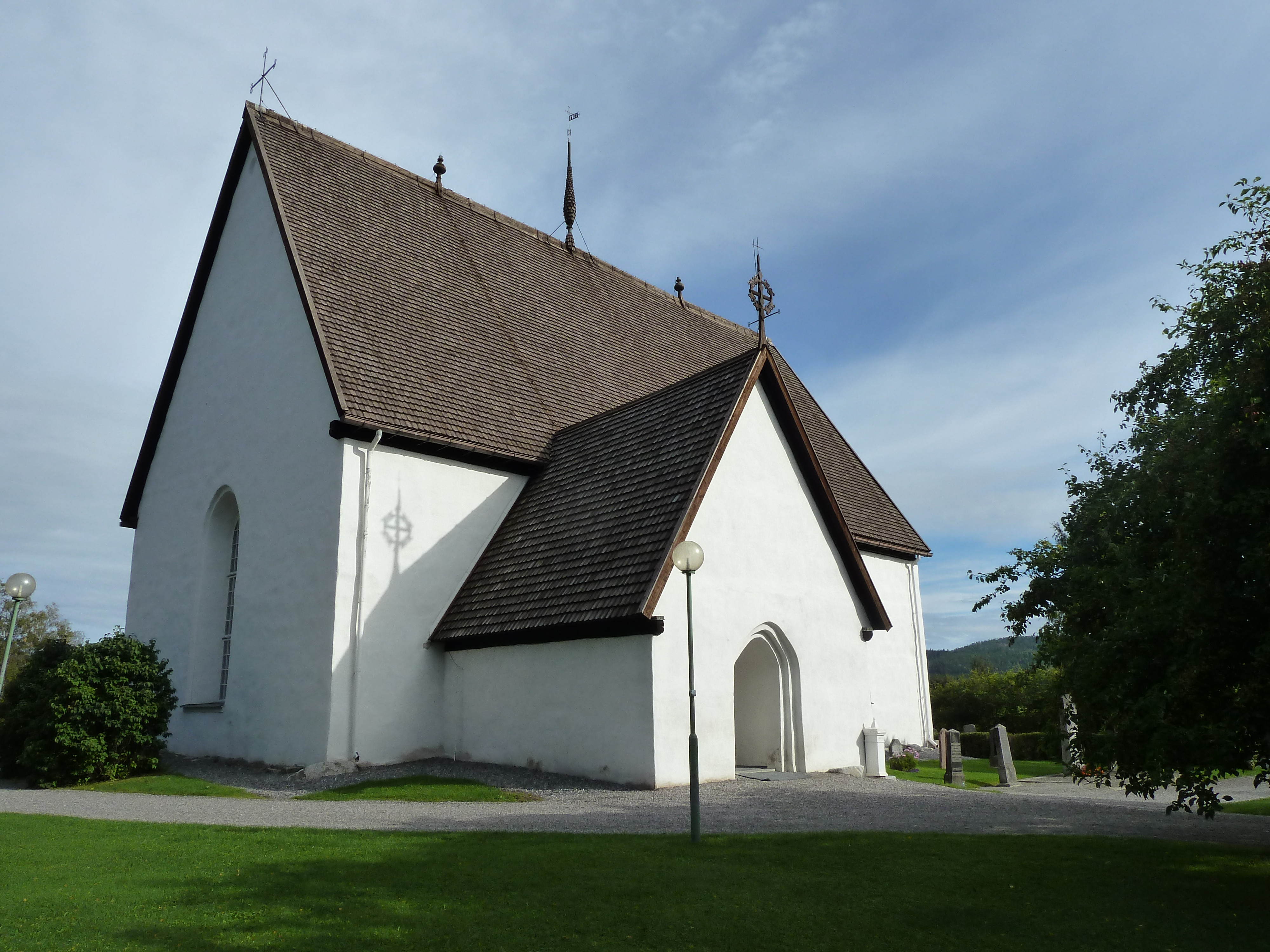
Die Anundsjö kyrka

Anundsjö ist eine ehemalige Gemeinde in Västernorrlands län in Schweden. Die 1863 gegründete Gemeinde bestand bis Ende 1970. Der Hauptort der Gemeinde war Bredbyn. Die Gemeinde ist heute Bestandteil der Gemeinde Örnsköldsvik. In den Jahren 1952–1970 war die Gemeinde zu einer Großgemeinde (storkommun) geworden und übernahm auch die Verwaltung für die ehemalige Gemeinde Skorped.
Die Kirchgemeinde in Bredbyn, der örtliche Sportverein sowie die Bahnstation an der Stambanan genom övre Norrland tragen auch heute noch den Namen Anundsjö.